# Etmopterus compagnoi
Etmopterus compagnoi es una especie de pez de la familia Dalatiidae en el orden de los Squaliformes.

## Morfología
Los machos pueden alcanzar 78 cm de longitud total.

## Reproducción
Es ovovivíparo.

## Hábitat
Es un pez de mar y de aguas profundas que vive entre 479-923 m de profundidad.

## Distribución geográfica
Se encuentra en el  Atlántico suroriental: suroeste de la Provincia del Cabo y norte de KwaZulu-Natal (Sudáfrica ).